# 貪
貪（とん、巴: 梵: rāga、巴: 梵: lobha）は、仏教における煩悩のひとつで、 貪り、欲深いことを意味する。別名を貪欲（とんよく）ともいい、五欲の対象である万の物を必要以上に求める心である。対義語は無貪（alobha）。
- 上座部仏教における不善心所のひとつ。
- 説一切有部の五位七十五法のうち、（心所法－）不定法のひとつ。
- 大乗仏教アビダルマにおける六つの根本煩悩のひとつ[4]。

## 定義
『大乗阿毘達磨集論』(Abhidarmasamuccaya)では以下のように述べられている。

貪(rāga)とは何か？ それは三界への愛着を本質とし、諸々の苦を引き起こすことを作用とする。

 (何等為貪？謂三界愛為体、生衆苦為業。)

## 抜粋
Siñca bhikkhu imaṃ nāvaṃ sittā te lahumessati

Chetvā rāgaṃ dosaṃ ca tato nibbāṇamehisi.
比丘よ、この舟から水を汲み出せ。

汝が水を汲み出せば、軽やかに進むであろう。

貪欲と瞋恚とを断ったならば、汝は涅槃に達するだろう。
—パーリ仏典,  ダンマパダ, 369, Sri Lanka Tripitaka Project